# ハイリゲンシュタット・イン・オーバーフランケン
ハイリゲンシュタット・イン・オーバーフランケン（ドイツ語: Heiligenstadt in Oberfranken、公式にはHeiligenstadt i.OFr）は、ドイツ連邦共和国バイエルン州オーバーフランケン行政管区のバンベルク郡に属する市場町。
観光促進のために、古い学校を現在の市庁舎に改築したり、歴史的マルクト広場を復元したり、その広場を復活祭の時期には復活祭の泉で飾ったりといった活動を行っている。他にも古い公共建造物を市民の住宅に改装もしている。
また、記念保護家屋の町並みやその歴史的に興味深い教会が存在し、日帰り旅行の目的地としてもよく知られている場所である。特に、復活祭の時期には、フレンキシェ・シュヴァイツの復活祭の泉を目当てにした多くの行楽客がこの町を訪れる。

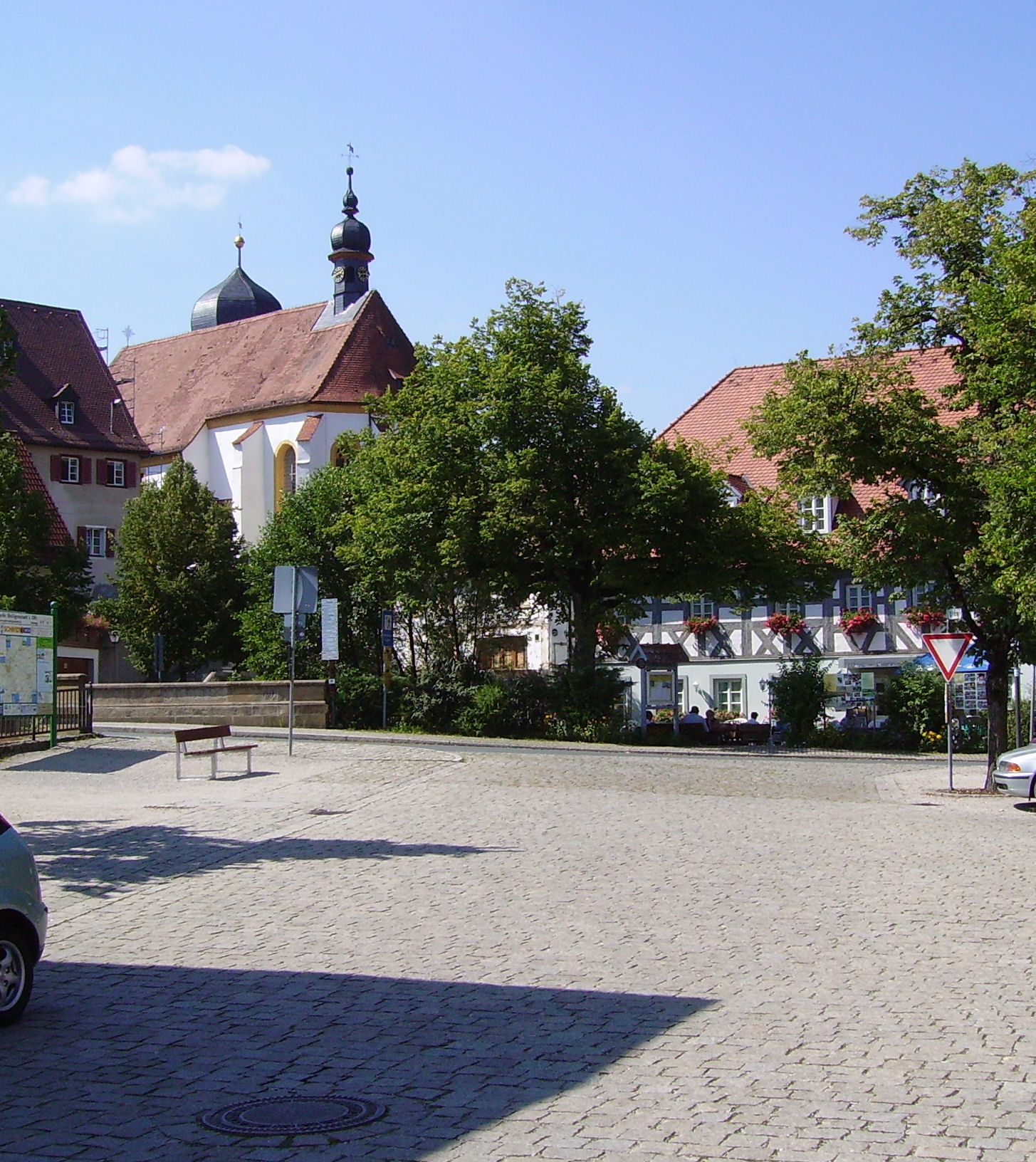
マルクト広場
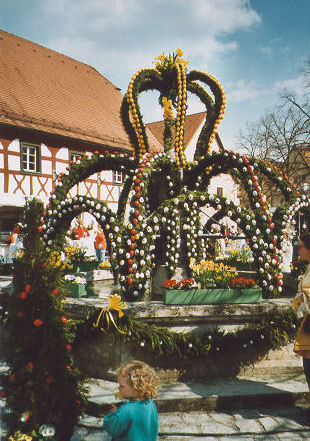
復活祭の泉

## 地理

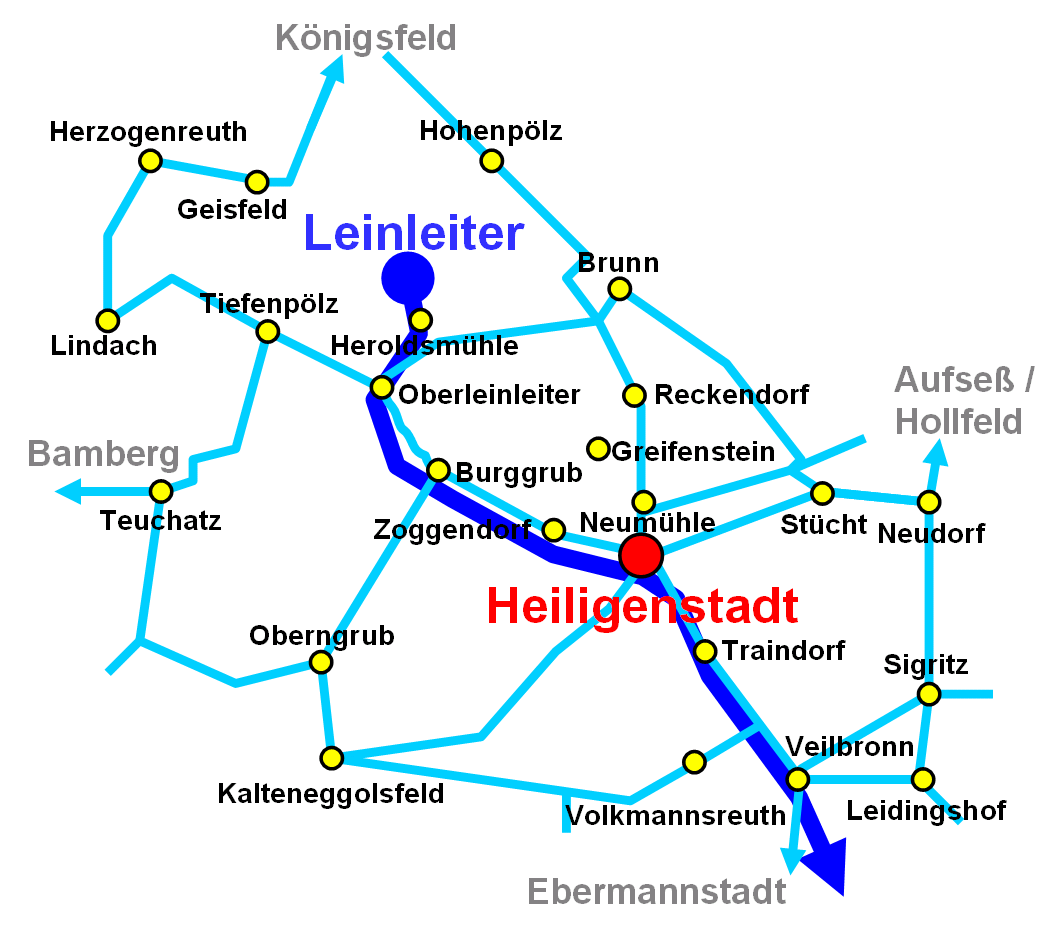
集落の配置図

市場町ハイリゲンシュタットは、バンベルク郡の南東角に位置する。24の小地区が、ラインライター川の渓谷に沿って、フランケン・ジュラ山地の山腹に点在する。ファイルブロン地区は標高329mに位置している。町内の最高地点はツォッゲンドルフ地区の背後にあるアルテンベルク山で、標高583mである。フォルクマンスロイトからトイヒャッツまでの丘陵地は、ランゲン・マイレと呼ばれる。リンダハ地区の近くにはジュラ山地北部のザイゲルシュタインがある。ラインライター川東岸の集落は、アウフゼス地区と呼ばれる。
ハイリゲンシュタットは、フレンキシェ・シュヴァイツ＝フェルデンシュタインの森自然公園ラインライター渓谷の中で最も重要な町である。

### 自治体の構成
ハイリゲンシュタットは、公式には25の集落からなる小規模中心都市（町）である。面積は77平方キロメートル、バンベルク郡で3番目に広い市町村である。総人口は、約3,700人である。
|  |  | Brunn ブルン: 人口135人。ホーエンペルツとグライフェンシュタイン城の間の高地に位置する。 |  | 135人   |
|  |  | Burggrub ブルクフルプ: 人口160人。アルテンベルクの背後、標高525mのアイヒェンベルクの麓、ラインライター川の渓谷に位置する。標高 378m。                                                                                          |  | 160人   |
|  |  | Geisdorf ガイスドルフ: 人口約20人の小集落。標高約500m、ジュラ山地のテラス状の土地に位置する。 |  | 27人    |
|  |  | Schloss Greifenstein グライフェンシュタイン: 標高502m、シュタウフェンベルク家発祥の城である。城の住人11名。 |  | 11人    |
|  |  | Heiligenstadt ハイリゲンシュタット: 市場町ハイリゲンシュタットの中心集落で、人口の大部分はこの地区に住む。人口1,266人。 |  | 1,266人 |
|  |  | Heroldsmühle ヘロルツミューレ: ラインライター川の水源付近に位置する。住民は9人。 |  | 9人     |
|  |  | Herzogenreuth ヘルツォーゲンロイト: 149人の住人が標高566mの土地に暮らしている。この集落はバンベルク郡で最も標高の高い場所にある集落である。                                                                                    |  | 149人   |
|  |  | Hohenpölz ホーエンペルツ: 高さ30mの教会の鐘塔は、フレンケン・ジュラ高地の至る所から見ることができる。人口136人。 |  | 136人   |
|  |  | Kalteneggolsfeld カルテネクゴルスフェルト: 人口141人。標高520mで、ランゲン・マイレの端にあたる。 |  | 141人   |
|  |  | Leidingshof ライディングスホーフ: 人口40人。 |  | 40人    |
|  |  | Lindach リンダハ: 市町村再編でハイリゲンシュタットに編入されるまでは、バイエルン州で最も小さな自治体であった。人口64人。 |  | 64人    |
|  |  | Neudorf ノイドルフ: 人口43人。ノイドルフの近くからファイルブロンまで続くブドウ畑が始まる。 |  | 43人    |
|  |  | Neumühle ノイミューレ: グライフェンシュタイン城の麓、フォレッツバッハ沿いに位置する。城の写真のほとんどはこの集落から撮影されたものである。住民は24人。                                                                        |  | 24人    |
|  |  | Oberleinleiter オーバーラインライター: 標高386m、池の畔にある集落。集落の目印は、520mのクロイツシュタインフェルゼン山である。この山からの眺望は足下の田畑を越えバンベルガー・ジュラ山地の村まで見ることができる。住人は167人。 |  | 167人   |
|  |  | Oberngrub オーベルングルプ: 人口175人。ランゲン・マイレに位置する。 |  | 175人   |
|  |  | Reckendorf レッケンドルフ: ラインライター川から南北に延びる横谷に位置する。ハイリゲンシュタットの集落から北へ2km。住民は85人。                                                                                                 |  | 85 人   |
|  |  | Siegritz ジークリッツ: 人口約180人、標高約456m。バンベルク郡の最も南東にあたる。 |  | 180人   |
|  |  | Stücht シュトゥヒト: 人口80人。かつてグライフェンシュタイン城のシュタウフェンベルク家の所領であった。 |  | 80人    |
|  |  | Teuchatz トイヒアッツ: フレンキシェ・アルプの西側高地の周縁部にある小さな窪地（標高545m）に位置する。人口208人。 |  | 213人   |
|  |  | Tiefenpölz ティーフェンペルツ: 人口147人。聖マルティン教区教会がそびえ立つ。 |  | 147人   |
|  |  | Traindorf トラインドルフ: 人口160人。ハイリゲンシュタットからわずか南に1kmに位置する。 |  | 160人   |
|  |  | Veilbronn ファイルブロン: 人口74人。ハイリゲンシュタットの南、ラインライター渓谷に位置し、休暇村として知られている。 |  | 74人    |
|  |  | Volkmannsreuth フォルクマンスロイト: 人口52人。高台に位置する。 |  | 52人    |
|  |  | Zoggendorf ツォクゲンドルフ: 人口110人。標高585mのアルテンベルクがそびえる。 |  | 110人   |

## 歴史
前史時代の出土品から、この市場町の地域の少なくとも一部は、数千年前にはすでに人が住んでいたことが明らかとなっている。しかし、紀元500年頃の第一次民族移動の時代に入植地は離散してしまった。初めて文献上に名を現すのは、ずっと後になってである。
この町に属す集落は、およそ1000年前に形成された。ハイリゲンシュタットの集落はバンベルク司教領が創設された時（1007年）にはすでに存在していたのである。
ラインライター渓谷はシュトライトベルク騎士領に属した。1525年のドイツ農民戦争で反乱を起こした農民達が城に甚大な被害を与えた。1541年、ハイリゲンシュタットは神聖ローマ皇帝カール5世から市場特権を授かった。
1580年、ハイリゲンシュタット及びウンターラインライターに宗教改革が起こった。1690年、バンベルクの司教領主マルクヴァルト・ゼバスティアン・シェンク・フォン・シュタウフェンベルクは、グライフェンシュタインおよびブルクグルプの騎士領をハイリゲンシュタットの領主権とともに獲得した。シュタウフェンベルク伯シェンクは現在のグライフェンシュタイン城やブルクグルプ城領に住んだ。この市場町の北部地域はかつてのバンベルクのアムトに由来する。この地域では宗教改革は勢いを持たなかった。1803年の帝国代表者会議主要決議で、これらの集落はバイエルン領に編入された。
1971年の自治体再編時に、ブルン、ブルクグルプ、ホーエンペルツ、オーバーラインライター、ジークリッツ、シュトゥヒト、トラインドルフおよびツォクゲンドルフが市場町ハイリゲンシュタットに合併し、現在の自治体が形成された。

### 戦争
フス戦争（1430年）
詳細がわかっている最初の大きな戦争は、1430年のフス戦争である。ハイリゲンシュタットの教区記録は、1429年にボヘミア人の一団が、ハイリゲンシュタットの一部ブルクグルプとツォクゲンドルフを破壊したことを報告している。救援を要請されたブランデンブルク選帝侯フリードリヒ1世は、フス教徒の指導者アンドレアス・プロコプに多額の金を支払うことで、軍勢の方向を転換させることに成功した。この金は特別税として徴収され、集められたものであった。
ドイツ農民戦争（1525年）
1525年からのドイツ農民戦争では、バンベルク周辺地域からの農民達がブルクグルプ城を略奪・放火し、エーバーマンシュタットからの一団はファイルブロン城を略奪した。この農民蜂起がシュヴァーベン同盟軍によって鎮圧されると、ホルフェルトの市場で、5人の反乱指導者が斬首された。
第二次辺境伯戦争（1552年 - 1554年）
第二次辺境伯戦争は、1552年にブランデンブルク＝クルムバッハ辺境伯アルブレヒト・アルキビアデスがニュルンベルクと衝突したことで勃発した。1553年4月、辺境伯軍の騎兵隊がヘルツォーゲンロイトを蹂躙し、ホーエンペルツは最悪の事態を避けるために金を差し出し、保護契約を結ぶしかなかった。
三十年戦争（1618年 - 1648年）
三十年戦争は、幾多の大規模な戦争の中でも最大の被害をもたらした戦争であった。1632年9月10日にミシュテンドルフの司祭は、目撃したトイヒアッツとティーファーペルツの略奪について報告している。スウェーデン軍ではなく、カトリック教徒の皇帝軍が略奪の実行者であった。シュトライトブルクのカストナーは、1633年にクルムバッハの辺境伯に宛ててこう書いている。「家畜や穀物は持ち去られた。人のいる集落では、哀れにも、その半分以上が殺された。」物資の発信地は、フォルクマンスロイト、ブルン、オーバーラインライター、ブルクグルプ、シュトゥヒトであった。この時代の記録は多くが散逸してしまい、これ以上のことはよくわからない。誰が攻撃し、誰が抵抗したのかも、多くは判明していない。1634年6月12日、ヴァイマルの騎兵が村を略奪し、農民から家畜を奪っていった。目撃者はこう書いている。「同じ日に、ホルフェルト周辺だけでも3つの村が燃えていた。炎は雲をも焦がすようだ。」この時、ハイリゲンシュタットも襲われたと考えるのは自然なことである。
七年戦争（1756年 - 1763年）
プロイセンとオーストリアの間の七年戦争は、主に中央ヨーロッパで戦われた。プロイセンはフュルト経由で北へ向かい、1757年の夏にエーバーマンシュタットに宿営した。この町を略奪した後、ラインライター川を上ってきた。その途中、金、家畜、食料品を脅し取りながら進軍した。行軍してゆく兵士達に、ファイルブロンやトラインドルフは苦しんだ。1762年11月には、プロイセン軍は3週にわたってハイリゲンシュタット周辺を占拠した。
ナポレオン戦争（1796年）
ナポレオン戦争では、フレンキシェ・シュヴァイツへ退却してくるジョルダン将軍旗下の軍勢であふれかえった。フランス警備兵は、馬で村落を回り、農民から保護料と称する金を、時には続けざまに何度も、脅し取っていった。
普仏戦争（1870年）
アネキシオン・フォン・エルザス＝ロートリンゲンとともにメスの兵役義務者が駐屯した。中には、ヘロルツミューレのジャン・プフのようにこの地に留まり、結婚する者もいた。
第一次世界大戦
第一次世界大戦は、遠くで行われた戦争ではあったが、人的喪失は三十年戦争のそれに匹敵した。
第二次世界大戦
第二次世界大戦後、アメリカ軍は、死刑の罰則を科して、すべての火器を引き渡すよう命じた。トイヒアッツに廃棄場が設けられ、自衛のための弾薬まで根絶された。

### 年表
- 1541年：市場開催権の獲得
- 1580年：ハイリゲンシュタットとウンターラインライターで宗教改革
- 1803年：ハイリゲンシュタットがバイエルン領となる
- 1915年：エーバーマンシュタット経由フォルヒハイム行きの鉄道路線が敷設
- 1968年：鉄道廃線
- 1971年：市町村再編

### 町の名前

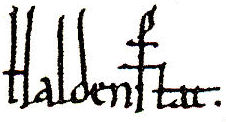
初期の表記 "Haldenstat"

ハイリゲンシュタットの名前は "heilig"（聖なる）という言葉とは関係がない。この名前は時が経つに連れ名前が変わってしまった例である。1365年にこの集落は"Haldenstat"、すなわち「山腹の町」として初めて言及されている。
また、1840年、ラインライター川沿いの山歩きルートの報告で、ゴットリープ・ツィンマーマンは次のように書いている。
「ハイリゲンシュタット（ルター派のハルシュタットとも言う）は、谷間にある、見るからに好ましい、市場開催権を持つ町である」
「ルター派のハルシュタット」とは、バンベルクに隣接するハルシュタットと区別するために、主にカトリック信者が呼んだ（あるいは呼んでいる）名称である。

## 宗教

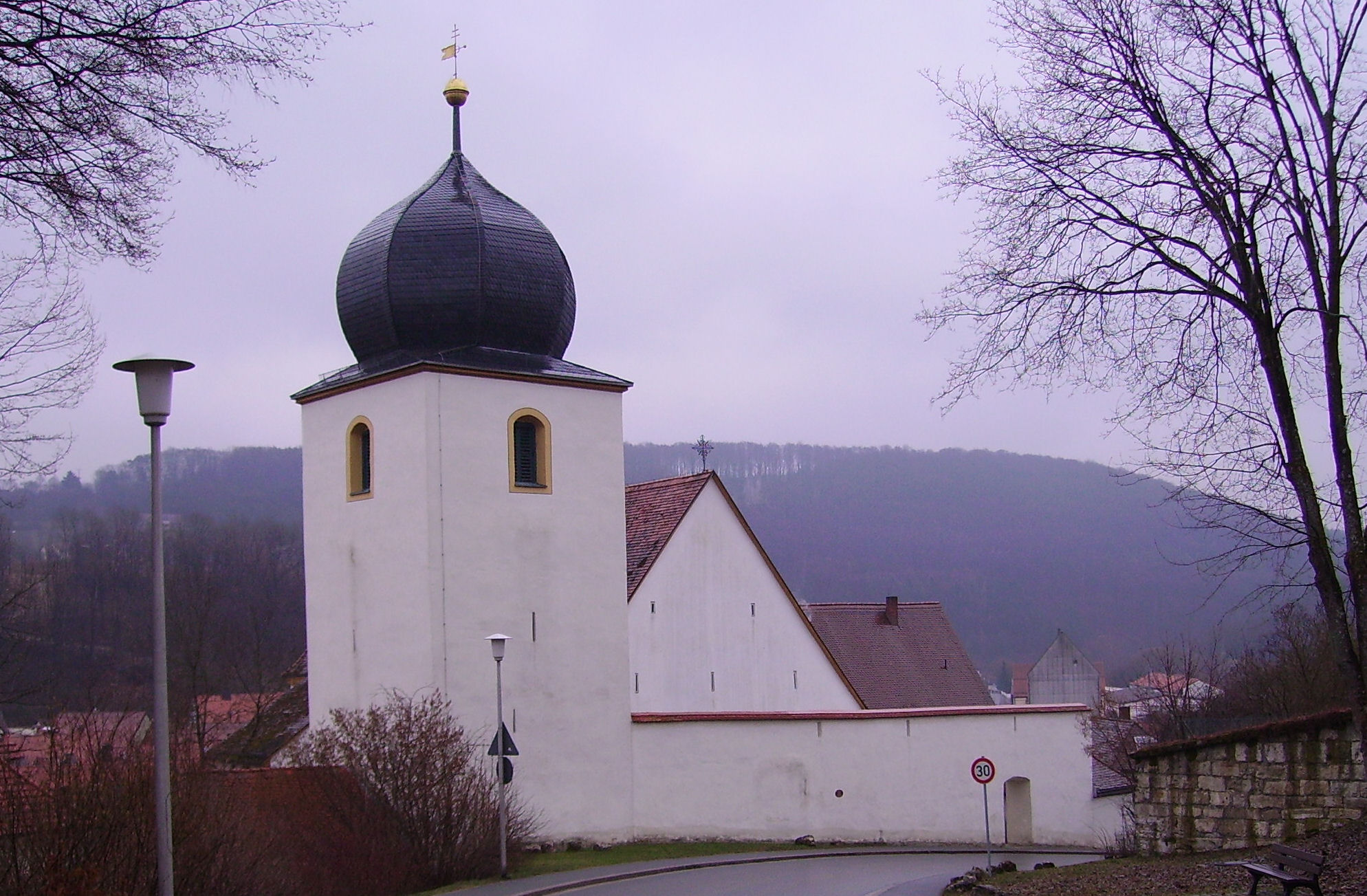
ルター派の聖ファイト＝ミヒャエル教会

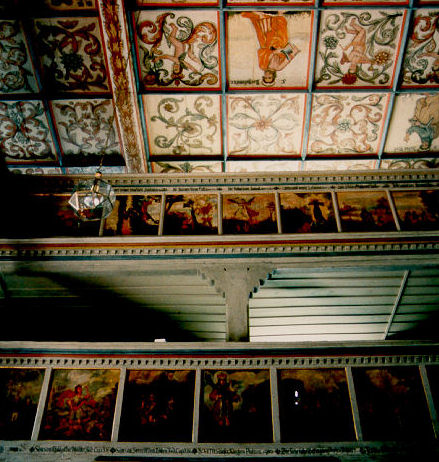
聖ファイト＝ミヒャエル教会の天井画

市場町ハイリゲンシュタットは、バンベルク大司教区の中のカトリックとプロテスタントが交錯する場所にある。ライディングスホーフ地区にはカトリック信者は一人もおらず、ティーフェンペルツ教区にはプロテスタント住民は誰もいない。市場町の中心付近はプロテスタント、新興地域はカトリックが多い。ハイリゲンシュタットを取り巻く集落は、プロテスタント系キリスト教徒が多数を占める。結局、総じて見ると、信者の割合はほぼ50:50である。

### キリスト教会
ローマ・カトリック教会
ハイリゲンシュタット＝ブルクグルプは、グライフェンシュタイン城シュタウフェンベルク献酌侍従の推薦権を持つパトロン教区で、聖パウロ・ハイリゲンシュタット＝ブルクグルプと称する。
プロテスタント＝ルター派教会
プロテスタントのルター派教会は、聖ファイト＝ミヒャエル教会をその中心とする。この教会はかつての十分の一税倉庫を改装したものである。また鐘塔は、城の遺物である。木製の内陣や格子天井などに大量のバロック絵画が描かれている点がプロテスタントの教会としては珍しい。

### ユダヤ教
1430年頃にはすでに、周辺地域にはユダヤ人が住み、農民相手に商売を行っていた。しかし、ハイリゲンシュタットには、おそらくこの時点では、ユダヤ人はいなかったと推測されている。
1605年には、わずか3家族のユダヤ人がハイリゲンシュタットに住んでいた。1617年には7家族の存在が証明されている。1758年のハイリゲンシュタットのクナプ牧師の名簿によると、この年、彼の教区には計1,627人の住民がおり、そのうち239人がカトリック信者、58人がユダヤ教徒であった。
1692年にシェヒーターの屠殺規則が発令された。1734年、ユダヤ人会は、シナゴーグ内での音楽つきテキストを、公式に許可した。
ユダヤ人の商才が妬みの対象とされるのは珍しいことではない。1699年、シェスリッツ地区の農民達がユダヤ人に対して暴動を起こした。これは、たちまちハイリゲンシュタットにも飛び火した。被害に遭うのがユダヤ人だけだとわかると、人々は暴徒への抵抗をやめた。それどころか、ユダヤ人迫害に加わった者もいた。1716年に、プレッツフェルトで「キリスト教徒の少女」が殺害されたという噂がハイリゲンシュタットにもたらされると、ユダヤ人会は領主に保護を懇願した。あいまいな噂に起因する報復をユダヤ人達が恐れたためである。
ユダヤ時代の最後の名残は、1608年にはすでに設けられていたクーリヒ山のユダヤ人墓地である。この墓地での最後の埋葬は、1900年頃に行われた。

## 行政

### 紋章
この市場町の紋章は、銀の雲の上に、黄金の翼、赤のマントに青い服、頭頂部に赤い鳥の羽が付いた黄金の兜を身につけた大天使ミカエルが立っている。右手に青い炎の剣、左手に緑のオリーヴの枝を持っている。
1971年の市町村再編に伴って、ブルン、ブルクグルプ、ホーエンペルツ、オーバーラインライター、ジークリッツ、シュトゥヒト、トラインドルフ、ツォクゲンドルフが市場町ハイリゲンシュタットに合併した。この新しい自治体は、1819年から紋章局に届けられている、市場町ハイリゲンシュタットの紋章を引き継いだ。
大天使ミカエルは、聖ファイトとともに、プロテスタントの聖ファイト＝ミヒャエル教会の守護聖人になっている。

## 経済と社会資本

### 経済
ハイリゲンシュタットが周辺地域の工業地域に組み込まれたことは、小規模な手工業者や若者達を呼び寄せる誘因となった。大きな発展は1970年代の首長ダウムの、ハイリゲンシュタットを労働者にとって魅力的な町にするという施策によってもたらされた。この目的のために働き場所や商業地域が創成された。州からの資金も得られ、町の中心部の改装もなされた。

### 鉄道

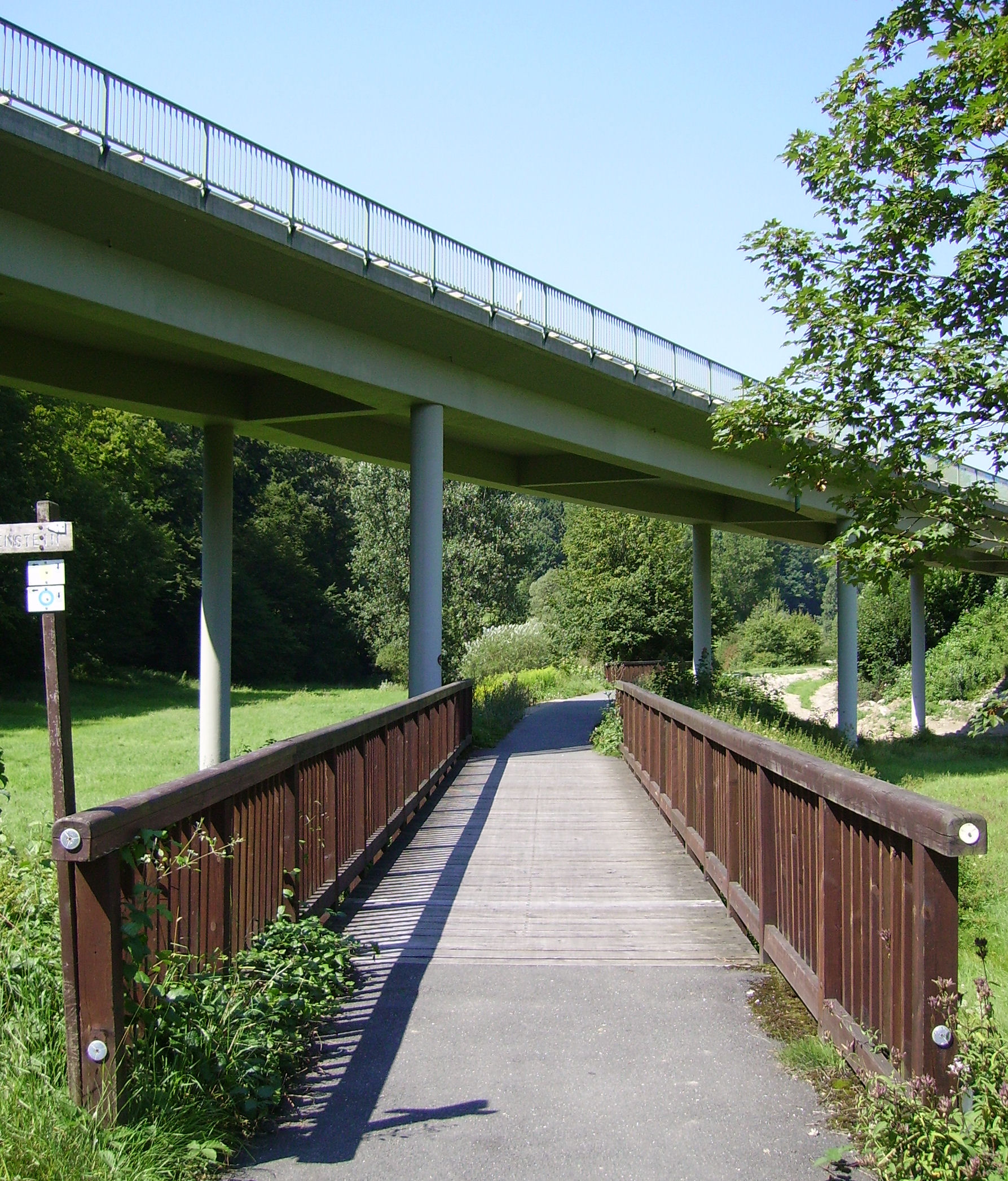
サイクリングロードとして利用されているかつての鉄道跡

1915年から1968年まで、ハイリゲンシュタットは、エーバーマンシュタット経由でフォルヒハイムまでを結ぶ鉄道の終着駅であった。この鉄道建設のためにハイリゲンシュタットは、積極的な請願活動を行った。必要性の論拠としては、オーバーラインライターでの玄武岩の採石、ケーニヒスフェルトの鉄鉱石採掘、シュタウフェンベルクおよびその周辺の森林の木材、穀物や家畜の運搬、増加するフレンキシェ・シュヴァイツへの行楽客輸送、などが挙げられた。
鉄道建設に伴う沿線自治体の経済的負担は大きかった。鉄道は、その用地と建設用道路を自治体に要求したのだった。しかし、これには沿線から離れた自治体からも援助がなされた。彼らは、この鉄道がいずれはホルフェルトかシェスリッツまで延長されるという期待を抱いていたからである。だが、ガッセルドルファーでは住民が土地の譲渡に応じず、強制的執行を行わなければならなかった。
1913年6月、建設工事が開始された。117,000 m³の土が運ばれ、11の橋が架けられ、ラインライター川は、5カ所で、その流れを変えられた。
1915年にプロジェクトは、その目的を達した。1915年10月4日、ローカル鉄道エーバーマンシュタット – ハイリゲンシュタット線は運行を開始した。
しかし晴れやかな状態は長続きしなかった。早くも1960年6月には旅客輸送が廃止され、1968年には貨物輸送も停止されてしまった。

## 引用
1. ↑  https://www.statistikdaten.bayern.de/genesis/online?operation=result&code=12411-003r&leerzeilen=false&language=de Genesis-Online-Datenbank des Bayerischen Landesamtes für Statistik Tabelle 12411-003r Fortschreibung des Bevölkerungsstandes: Gemeinden, Stichtag (Einwohnerzahlen auf Grundlage des Zensus 2011)
2. ↑  Bayerische Landesbibliothek Online